# Hans Bührer
Hans Bührer (* 7. Oktober 1954; † 12. Juli 2016) war ein deutscher Fußballspieler.
Bührer spielte von 1976 bis 1979 für den SC Freiburg und war Mitglied der Mannschaft, die erstmals den Zweitligaaufstieg des Vereins ermöglichte. In der Zweiten Liga wurde er dann 26 Mal eingesetzt. Anm. Bereits 1973, in seiner ersten Spielzeit als Senior, war der Mittelfeldspieler Bührer, vom SV Ottoschwanden kommend, für eine Saison zweitklassig im Einsatz gewesen: 5 Mal trug er dabei das Trikot des Karlsruher SC. Eine späte Station seiner Karriere war der SC Reute.
Bührer war Bruder des Fußballprofis Karl-Heinz und Vater des Spielers Dennis.